# Kijev villamosvonal-hálózata
Kijev villamosvonal-hálózata az ukrán fővárosban, Kijevben található. A hálózatnak 24 vonala van, amelyek együttesen 230 km hosszúak.

## Vonalak
| Vonal | Végállomás                | Végállomás               | Jegyzet |
| ----- | ------------------------- | ------------------------ | --- |
| 1     | Mihajlivszka Borscsahivka | Sztarovozalna állomás    | A Kijevi könnyűvasút pravoberezsnai vonalának részét képezi.                                               |
| 2     | Mihajlivszka Borscsahivka | Kilceva úti állomás      | A Kijevi könnyűvasút pravoberezsnai vonalának részét képezi. Jelenleg nem közlekedik.                      |
| 3     | Kilceva úti állomás       | Sztarovokzalna állomás   | A Kijevi könnyűvasút pravoberezsnai vonalának részét képezi.                                               |
| 4     | Rajduzsnij állomás        | Miloszlavszka állomás    | A Kijevi könnyűvasút livoberezsnai vonalának részét képezi. Csak hétköznapokon és csúcsidőkben közlekedik. |
| 5     | Rajduzsnij állomás        | Szerzsa Lifarja utca     | A Kijevi könnyűvasút livoberezsnai vonalának részét képezi.                                                |
| 8     | Liszova állomás           | Poznyjaki állomás        | |
| 11    | Jordanszka utca           | Kontraktova tér          | Építkezés miatt felfüggesztve.                                                                             |
| 12    | 14. dűlő, Puscsa-Vodicja  | Kontraktova tér          | Építkezés miatt felfüggesztve.                                                                             |
| 14    | Vidradnij sugárút         | Kontraktova tér          | |
| 15    | Vidradnij sugárút         | Sztarovokzalna állomás   | |
| 16    | Herojiv Dnyipra állomás   | Kontraktova tér          | Építkezés miatt felfüggesztve.                                                                             |
| 17    | Jordanszka utca           | 14. dűlő, Puscsa-Vodicja | |
| 18    | Kontraktova tér           | Sztarovokzalna állomás   | |
| 19    | Kontraktova tér           | Tarasza Sevcsenka tér    | Építkezés miatt felfüggesztve.                                                                             |
| 22    | ZZBK                      | Perova körút             | |
| 23    | DVRZ                      | Alisera Navoji sugárút   | |
| 25    | Poznyjaki állomás         | ZZBK                     | Csak hétköznapokon közlekedik. Egy reggeli járat.                                                          |
| 28    | Miloszlavszka állomás     | Darnicke villamosdepó    | |
| 28D   | Miloszlavszka állomás     | ZZBK                     | Egy reggeli járat.                                                                                         |
| 29    | Boriszpilszka állomás     | Alisera Navoji sugárút   | |
| 32    | Liszova állomás           | DVRZ                     | |
| 33    | Szerzsa Lifarja utca      | DVRZ                     | |
| 35    | Szerzsa Lifarja utca      | Liszova állomás          | |

## Utasforgalom[3]
1995-től kezdve a villamoshálózat 2001-ben szállította a legtöbb utast, 270 millió 239 ezret. A hálózat forgalma 2017 óta csökkenő tandenciát mutat. Míg 2017-ben 118,7 millió utasa volt a hálózatnak, 2018-ban 110,7 millió, 2019-ben csak 96,5 millió. A járvány miatt 2020-ban csak 75,6 millió utasa volt a villamosoknak, ami a 2020-as kijevi tömegközlekedéssel megtett utak 13,93%-a.

## Járművek
| Típus               | Pályaszámok                                          | Használatban     | Vonalak                                                                  |
| ------------------- | ---------------------------------------------------- | ---------------- | ------------------------------------------------------------------------ |
| MTV-82              | 1201–1305, 1321–1387, 1501–1582                      | 1949–1984        | Majdnem mindegyik                                                        |
| KTV-55              | 1110–1119, 1123–1126                                 | 1955–1984        | 1, 3, 6, 12, 14, 15, 16, 17, 23                                          |
| KTP-55              | 1001–1099                                            | 1955–1984        | 1, 3, 5, 6, 7, 12, 17, 18, 19, 23                                        |
| KTV-55-2            | 2001–2081                                            | 1955–1987        | Csonkavégű (1, 3, 4, 8, 16, 29, 30, 32) Közönséges (5, 6, 9, 10, 23, 24) |
| Tatra T6B5          | 001–077, 100–101, 301-318                            | 1985 –napjainkig | Majdnem mindegyik                                                        |
| Tatra T3 "Progress" | 5613, 5614, 5673, 5905, 5916, 5977, 5981, 5992, 5994 | 2003–napjainkig  | 8, 12, 23, 25, 29, 32, 33                                                |
| K1                  | 320-328                                              | 2011-napjainkig  | 3                                                                        |
| K1M8                | 500-503                                              | 2011-napjainkig  | 3                                                                        |
| Electron T5B64      | 801-811                                              | 2015-napjainkig  | 1, 3                                                                     |